# Nikon D80
Nikon D80 — цифровий дзеркальний фотоапарат компанії Nikon, представлений 9 серпня 2006 року, орієнтований на фотолюбителів і ентузіастів. Являє собою прямого нащадка досить вдалого апарату D70 (і його модифікації — D70s). У модельному ряду Nikon, знаходиться між D70s і D90.
Камера D80 є свого роду сплавом напівпрофесійної D50 і напівпрофесійної/професійної D200. Дизайн D80 заснований на моделі D70, проте досить багато було змінено. У камері використовується 10-мегапіксельна ПЗС-матриця формату Nikon DX, експозамір від D50 і ще багато функцій, запозичених в D200.
Модель D80 від Nikon дуже схожа на своїх попередниць D70/D70s, все ж таки в моделі представлені деякі зміни — більш округлі та м'які форми корпусу, вдосконалена кнопка спуску. У порівнянні з D50 модель D80 трохи менша. Корпус виконаний з міцного пластику з металевим каркасом і прогумованою областю захоплення.

## Основні функції
- Матриця CCD формату Nikon DX із високою роздільною здатністю (10,2 мегапікселя): надзвичайна чутливість і низький рівень шумів, які забезпечують дивовижну якість навіть при друкуванні зображень у форматі А3.
- Швидкісна безперервна зйомка (3 кадри/с): до 100 послідовних знімків у форматі JPEG [великі та звичайні] або 6 послідовних знімків у форматі NEF (Raw).
- Високопродуктивна система обробки зображень: достовірне відтворення яскравих природних кольорів із багатими тональними переходами.
- Швидкісна, точна та гнучка 11-зонна система АФ із новоствореним, простим у використанні автоматичним режимом зонного АФ.
- Миттєве спрацювання та ультракоротка затримка затвора: фотокамера готова до зйомки в будь-який момент.
- Цікаві та прості у використанні ефекти: зображення можна редагувати в самій фотокамері за допомогою функцій зменшення ефекту «червоних очей», D-Lighting, монохромного зображення, фільтрів і накладання зображень.
- Повна сумісність із системою Nikon Total Imaging: спеціальний батарейний блок живлення MB-D80, високоякісні об'єктиви Nikkor, система допоміжного освітлення i-TTL, програмне забезпечення Nikon Capture NX.